# Divisioni delle Waffen-SS
| Numero | Nome Divisione                             | Origine etnica | Ultimo comandante                                                   | Anni attività | Insignia divisionale | Numero max effettivi                        |  |
| ------ | ------------------------------------------ | --- | ------------------------------------------------------------------- | ------------- | -------------------- | ------------------------------------------- |  |
|        |                                            | |                                                                     |               |                      |                                             |  |
| 1      | "Leibstandarte Adolf Hitler"               | Tedeschi | SS-Brigadeführer e Generalmajor der Waffen-SS Otto Kumm             | 1933–1945     |                      | 20 844 (1942)                               |  |
|        |                                            | |                                                                     |               |                      |                                             |  |
| 2      | "Das Reich"                                | Tedeschi | SS-Standartenführer Karl Kreutz                                     | 1939–1945     |                      | 20 184 (1944)                               |  |
|        |                                            | |                                                                     |               |                      |                                             |  |
| 3      | "Totenkopf"                                | Tedeschi | SS-Brigadeführer e Generalmajor der Waffen-SS Hellmuth Becker       | 1939–1945     |                      | 21 186 (1942)                               |  |
|        |                                            | |                                                                     |               |                      |                                             |  |
| 4      | "Polizei"                                  | Tedeschi | SS-Oberführer Walter Harzer                                         | 1940–1945     |                      | 19 377 (1941)                               |  |
|        |                                            | |                                                                     |               |                      |                                             |  |
| 5      | "Wiking"                                   | Volontari dalla Norvegia, Danimarca, Svezia, Finlandia, Estonia, Paesi Bassi e Fiandre                                    | SS-Oberführer Karl Ullrich                                          | 1940–1945     |                      | 17 347 (1941)                               |  |
|        |                                            | |                                                                     |               |                      |                                             |  |
| 6      | "Nord"                                     | Tedeschi | SS-Standartenführer Franz Schreiber                                 | 1941–1945     |                      | 21 247 (1941)                               |  |
|        |                                            | |                                                                     |               |                      |                                             |  |
| 7      | "Prinz Eugen"                              | Tedeschi e Volksdeutsche da Siebenbürgen (Transilvania) e Banato (Serbia), e dallo Stato indipendente della Croazia (NDH) | SS-Brigadeführer e Generalmajor der Waffen-SS August Schmidthuber   | 1942–1945     |                      | 21 120 (1943)                               |  |
|        |                                            | |                                                                     |               |                      |                                             |  |
| 8      | "Florian Geyer"                            | Tedeschi e Volksdeutsche da Siebenbürgen (Transilvania) e Banato (Serbia).                                                | SS-Brigadeführer e Generalmajor der Waffen-SS Joachim Rumohr        | 1941–1945     |                      | 13 000 (1944)                               |  |
|        |                                            | |                                                                     |               |                      |                                             |  |
| 9      | "Hohenstaufen"                             | Tedeschi | SS-Brigadeführer e Generalmajor der Waffen-SS Sylvester Stadler     | 1943–1945     |                      | 19 611 (1943)                               |  |
|        |                                            | |                                                                     |               |                      |                                             |  |
| 10     | "Frundsberg"                               | Tedeschi | SS-Obersturmbannführer Franz Roestel                                | 1943–1945     |                      | 19 313 (1943)                               |  |
|        |                                            | |                                                                     |               |                      |                                             |  |
| 11     | "Nordland"                                 | Volontari dei paesi nordici                                                                                               | SS-Brigadeführer e Generalmajor der Waffen-SS Gustav Krukenberg     | 1943–1945     |                      | 11 749 (1943)                               |  |
|        |                                            | |                                                                     |               |                      |                                             |  |
| 12     | "Hitlerjugend"                             | Tedeschi | SS-Brigadeführer e Generalmajor der Waffen-SS Hugo Kraas            | 1943–1945     |                      | 21 482 (1943)                               |  |
|        |                                            | |                                                                     |               |                      |                                             |  |
| 13     | "Handschar"                                | Bosniaci, croati e tedeschi dalla Croazia                                                                                 | SS-Brigadeführer e Generalmajor der Waffen-SS Desiderius Hampel     | 1943–1945     |                      | 21 065 (1943)                               |  |
|        |                                            | |                                                                     |               |                      |                                             |  |
| 14     | "Galizien"                                 | Ucraini dalla Galizia | General (UNA) Pavlo Shandruk                                        | 1944–1945     |                      | 22 000 (1944)                               |  |
|        |                                            | |                                                                     |               |                      |                                             |  |
| 15     | 1ª Lettone                                 | Lettoni | SS-Brigadeführer e Generalmajor der Waffen-SS Karl Burk             | 1942–1945     |                      | 20 291 (1943)                               |  |
|        |                                            | |                                                                     |               |                      |                                             |  |
| 16     | "Reichsführer-SS"                          | Tedeschi | SS-Oberführer Otto Baum                                             | 1943–1945     |                      | 14 223 (1943)                               |  |
|        |                                            | |                                                                     |               |                      |                                             |  |
| 17     | "Götz von Berlichingen"                    | Tedeschi, tedeschi della Romania, volontari francesi e italiani                                                           | SS-Oberführer Georg Bochmann                                        | 1943–1945     |                      | 18 354 (1944)                               |  |
|        |                                            | |                                                                     |               |                      |                                             |  |
| 18     | "Horst Wessel"                             | Tedeschi dall'Ungheria | SS-Standartenführer Heinrich Petersen                               | 1944–1945     |                      | 11 000 (1944)                               |  |
|        |                                            | |                                                                     |               |                      |                                             |  |
| 19     | 2ª Lettone                                 | Lettoni | SS-Gruppenführer e Generalleutnant der Waffen-SS Bruno Streckenbach | 1944–1945     |                      | 10 592 (1944)                               |  |
|        |                                            | |                                                                     |               |                      |                                             |  |
| 20     | "Estland"                                  | Estoni | SS-Brigadeführer e Generalmajor der Waffen-SS Berthold Maack        | 1944–1945     |                      | 15 382 (1944)                               |  |
|        |                                            | |                                                                     |               |                      |                                             |  |
| 21     | "Skanderbeg"                               | Albanesi | SS-Oberführer August Schmidthuber                                   | 1944–1945     |                      | 6 156 (1944)                                |  |
|        |                                            | |                                                                     |               |                      |                                             |  |
| 22     | "Maria Theresia"                           | Tedeschi dall'Ungheria | SS-Brigadeführer e Generalmajor der Waffen-SS August Zehender       | 1944–1945     |                      | 8 000 (1944)                                |  |
|        |                                            | |                                                                     |               |                      |                                             |  |
| 23     | "Kama"                                     | Croati e bosniaci | SS-Oberführer Gustav Lombard                                        | 1944          |                      | 2 199 (1944)                                |  |
|        |                                            | |                                                                     |               |                      |                                             |  |
| 23     | "Nederland"                                | Olandesi | SS-Brigadeführer e Generalmajor der Waffen-SS Jürgen Wagner         | 1945          |                      | 6 000 (1944)                                |  |
|        |                                            | |                                                                     |               |                      |                                             |  |
| 24     | "Karstjäger"                               | Italiani (Friuli, Carso e Venezia Giulia), sloveni, austriaci e combattenti di etnia tedesca                              | SS-Oberführer Adolf Wagner                                          | 1944–1945     |                      | 5 400 (1945)                                |  |
|        |                                            | |                                                                     |               |                      |                                             |  |
| 25     | "Hunyadi" (1ª ungherese)                   | Ungheresi | SS-Gruppenführer e Generalleutnant der Waffen-SS Josef Grassy       | 1944–1945     |                      | 15 000 (1944)                               |  |
|        |                                            | |                                                                     |               |                      |                                             |  |
| 26     | "Hungaria" (2ª ungherese)                  | Ungheresi | SS-Gruppenführer e Generalleutnant der Waffen-SS Josef Grassy       | 1944–1945     |                      | 13 000 (1944)                               |  |
|        |                                            | |                                                                     |               |                      |                                             |  |
| 27     | "Langemarck"                               | Fiamminghi | SS-Standartenführer Thomas Müller                                   | 1944–1945     |                      | 7 000 (1944)                                |  |
|        |                                            | |                                                                     |               |                      |                                             |  |
| 28     | "Wallonien"                                | Belgi francofoni (Valloni)                                                                                                | SS-Standartenführer Léon Degrelle                                   | 1944–1945     |                      | 4 000 (1944)                                |  |
|        |                                            | |                                                                     |               |                      |                                             |  |
| 29     | "RONA"                                     | Russi, ucraini e bielorussi                                                                                               | SS-Brigadeführer e Generalmajor der Waffen-SS Christoph Diehm       | 1944          |                      | 15 000 (1943)                               |  |
|        |                                            | |                                                                     |               |                      |                                             |  |
| 29     | Divisione granatieri "Italia"              | Italiani | SS-Oberführer Erwin Tzschoppe                                       | 1945          |                      | 15 000 (1944)                               |  |
|        |                                            | |                                                                     |               |                      |                                             |  |
| 30     | "Russische Nr. 2"                          | Russi | SS-Obersturmbannführer Hans Siegling                                | 1944–1945     |                      | 4 400 (1944)                                |  |
|        |                                            | |                                                                     |               |                      |                                             |  |
| 30     | "Weißruthenische Nr. 1"                    | Bielorussi e ruteni | SS-Standartenführer Hans Siegling                                   | 1945          |                      | 6 000 dell'Orpo, 2 000 delle SD e 8 000 BKA |  |
|        |                                            | |                                                                     |               |                      |                                             |  |
| 31     | "Batschka"                                 | Boemi, moravi e Volksdeutsche                                                                                             | SS-Brigadeführer e Generalmajor der Waffen-SS Gustav Lombard        | 1944–1945     |                      | 11 000 {1944}                               |  |
|        |                                            | |                                                                     |               |                      |                                             |  |
| 32     | "30. Januar"                               | Tedeschi | SS-Standartenführer Hans Kempin                                     | 1945          |                      | 12 000                                      |  |
|        |                                            | |                                                                     |               |                      |                                             |  |
| 33     | Divisione di cavalleria "Ungarische Nr. 3" | Ungheresi | SS-Oberführer László Deák                                           | 1945          |                      | 7 350                                       |  |
|        |                                            | |                                                                     |               |                      |                                             |  |
| 33     | "Charlemagne"                              | Francesi, Volksdeutsche dell'Alsazia e Lorena                                                                             | SS-Standartenführer Walter Zimmermann                               | 1944-1945     |                      | 7 340                                       |  |
|        |                                            | |                                                                     |               |                      |                                             |  |
| 34     | "Landstorm Nederland"                      | Olandesi | SS-Oberführer Martin Kohlroser                                      | 1945          |                      | 6 000                                       |  |
|        |                                            | |                                                                     |               |                      |                                             |  |
| 35     | Divisione di SS-Polizei                    | Polizia germanica dell'Ordnungspolizei                                                                                    | Oberst Rüdiger Pipkorn                                              | 1945          |                      |                                             |  |
|        |                                            | |                                                                     |               |                      |                                             |  |
| 36     | "Dirlewanger"                              | Russi e Volksdeutsche | SS-Brigadeführer e Generalmajor der Waffen-SS Fritz Schmedes        | 1940-1945     |                      |                                             |  |
|        |                                            | |                                                                     |               |                      |                                             |  |
| 37     | "Lützow"                                   | Volksdeutsche | SS-Standartenführer Karl Gesele                                     | 1945          |                      |                                             |  |
|        |                                            | |                                                                     |               |                      |                                             |  |
| 38     | "Nibelungen"                               | Tedeschi | SS-Standartenführer Martin Stange                                   | 1945          |                      | 6 000                                       |  |

## Altre unità
| Numero | Nome divisione                                       | Origine etnica | Ultimo comandante                                                                       | Anni attività                     | Insegna divisionale | Numero max effettivi                                                    |
| ------ | ---------------------------------------------------- | --- | --------------------------------------------------------------------------------------- | --------------------------------- | ------------------- | ----------------------------------------------------------------------- |
|        |                                                      | |                                                                                         |                                   |                     |                                                                         |
|        | "Kempf"                                              | Germanici |                                                                                         | 1939                              |                     | 164-180 carri                                                           |
| 39     | SS-Gebirgsdivision "Andreas Hofer"                   | Volontari carsici, tirolesi, trentini, altoatesini, friulani e sloveni                                                                              |                                                                                         | 1945                              |                     | Tra i 3 000 e i 5 000 (aprile 1945)                                     |
| 40     | SS-Freiwilligen-Panzerdivision „Feldherrnhalle“      | Ex Pz.-Gr.-Div. FHH ed ex 13. Pz.-Div. der Wehrmacht)                                                                                               |                                                                                         | Aprile 1945                       |                     | Tra i 3 000 e i 5 000 (aprile 1945)                                     |
| 41     | Waffen-Grenadier-Division der SS „Kalewala“          | Il nome era già stato programmato per il 1943, e doveva trarre origine dal reggimento tedesco-finlandese di Panzergrenadiere della "Wiking"         |                                                                                         | Aprile 1945                       |                     | Tra i 3 000 e i 5 000 (aprile 1945)                                     |
| 42     | SS-Grenadier-Division „Niedersachsen“                | |                                                                                         | Aprile 1945                       |                     | Tra i 3 000 e i 5 000 (aprile 1945)                                     |
| 43     | SS-Grenadier-Division „Reichsmarschall“              | |                                                                                         | Aprile 1945                       |                     | Tra i 3 000 e i 5 000 (aprile 1945)                                     |
| 44     | SS-Panzergrenadier Division "Wallenstein"            | Volontari provenienti da 4 kampfgruppe - scuole delle SS presenti in Boemia e Moravia                                                               | Carl Graf von Pückler-Burghaus                                                          | Aprile 1945                       |                     | Tra 10 000 e i 10 500 (fine aprile - inizi maggio 1945)                 |
| 45     | "Waräger"                                            | Volontari russi nelle SS | Waffen-Oberst MA Semenov Major MG Grinèv                                                |                                   |                     | 3 000                                                                   |
|        | SS Panzer Brigade 150                                | Volontari SS, Heere, Luftwaffe e Kriegsmarine | SS-Standartenführer Otto Skorzeny                                                       | 14 dicembre 1944-? gennaio 1945   |                     | 2 676 in totale, di cui: 2 138 uomini, 448 sottufficiali e 90 ufficiali |
|        | "Kurt Eggers"                                        | Volontari provenienti da molte nazionalità europee, e non solo                                                                                      | SS-Standartenführer Gunter d'Alquen                                                     | 1939-1945                         |                     | 1 180 nel maggio 1944                                                   |
|        | Polnische Polizei im Generalgouvernement             | Volontari polacchi nella Polizia |                                                                                         | Luglio 1941 - agosto 1944         |                     | Tra i 14 000 e i 16 000                                                 |
|        | "Banater Staatswache" o "Schwarze Polizei"           | Volontari della regione serba del Banato, Volksdeutsche nella Ordnungspolizei                                                                       | Oberst Ernest Pelikan                                                                   | 1941-1945                         |                     | 1 500                                                                   |
|        | SS-Postschutz                                        | Militi SS del servizio postale |                                                                                         | 1942-1945                         |                     | 7 500                                                                   |
|        | SS-Wehrgeologen                                      | Volontari delle SS, anche italiani, specialisti in geologia                                                                                         | (SS-Obersturmbannführer) Cdr. Dr. Rolf Höhne                                            | 1941-1945                         |                     | 1 500 circa                                                             |
|        | SS-Bahnschutz                                        | Militi SS nel servizio ferroviario |                                                                                         | 1941-1945                         |                     |                                                                         |
|        | Sonderkommando Ribbentrop                            | Militi SS-Allgemeine provenienti dal Ministero degli Esteri per compiti speciali nel reperire dati e materiale da catalogare nei territori occupati | SS-Sturmbannführer Eberhard Freiherr von Künsberg                                       | 1939-1945                         |                     | 800 + 22 000 del NSKK                                                   |
|        | SS-Heimwehr Danzig                                   | Volontari della città di Danzica nelle SS |                                                                                         | 1939                              |                     | 1 500                                                                   |
|        | SS-Kampfgruppe division Böhmen und Mähren            | Boemi, moravi e Volksdeutsche, raggruppati in 3 SS-kampfgruppe: Mähren, Böhmen e Trabant                                                            | SS-Brigadeführer Wilhelm Trabant                                                        | 1945                              |                     | 8 870                                                                   |
|        | Belorussian Ordnungsdienst                           | Miliziani bielorussi armati per difendere villaggi e città                                                                                          |                                                                                         | 1941-1945                         |                     | 14 000                                                                  |
|        | Belorussian Self-Defense Corp                        | Miliziani bielorussi sotto comando delle SS e Polizia                                                                                               | Major (SS-Sturmbannführer) Franciszek Kuszal                                            | 1941-1945                         |                     | 15 000                                                                  |
|        | Belorussian Schutzmannschaft                         | Miliziani bielorussi sotto comando delle SS e Polizia                                                                                               |                                                                                         | 1941-1945                         |                     | 12 600                                                                  |
|        | Jüdischer Ordnungsdienst                             | Ebrei utilizzati come servizio ausiliario di polizia ebraica nei ghetti polacchi                                                                    |                                                                                         | 1939-1945                         |                     | 4 200                                                                   |
|        | Britisches Freikorps                                 | Inglesi, irlandesi, australiani, neozelandesi e sudafricani                                                                                         | SS-Hauptsturmführer Dr Alexander Dolezalek                                              | 1941-1945                         |                     | 70                                                                      |
|        | Serbisches SS-Freiwilligen Korps                     | Volontari serbi nelle SS | General Konstantin Musicki                                                              | 1941-1945                         |                     | 9 886                                                                   |
|        | Waffen-Grenadier Division der SS (rumänische Nr. 1)  | Volontari rumeni nelle SS | Waffen-Standartenführer Willy Fortenbacher                                              |                                   |                     | 3 000                                                                   |
|        | Waffen-Grenadier Division der SS (bulgarisches Nr 1) | Volontari bulgari nelle SS | SS-Oberführer Ivan Rogosaroff                                                           |                                   |                     | 3 000                                                                   |
|        | Slowenische Landeswehr                               | Volontari sloveni addestrati e diretti dalle SD del SS-Gruppenführer Erwin Friedrich Karl Rösener                                                   | General Leo Rupnik                                                                      | 1943-1945                         |                     | 13.000                                                                  |
|        | Kalmucken Kavallerie Korps                           | Calmucchi | Sonderführer Othmar Rudolf Wrba (? ottobre 1942 - ? luglio 1944)                        | 1942-1945                         |                     | 3 438 (metà 1944)                                                       |
|        | Ellinika Tagmata Asphaleias                          | Greci | Maggior-generale Basileios Dertiles                                                     | 1943-1945                         |                     | 5 725                                                                   |
|        | Ethelontiki Chorophylaki                             | Greci | Maggior-generale Basileios Dertiles                                                     | 1943-1945                         |                     | 425                                                                     |
|        | SD-Druzhina Brigade                                  | Russofoni | Oberst Gil Rodionov                                                                     |                                   |                     | 3 000                                                                   |
|        | SS-Helferinnen Korp                                  | Germaniche | Reichsbeauftragten im SS-Helferinnenkorps; nel hauptamtlichen BDM-Führerin Ilse Staiger |                                   |                     | 2 300 - 2 700                                                           |
|        | 1. Kosaken Kavallerie Division                       | Cosacchi | General Helmuth von Pannwitz                                                            | 1943-1945                         |                     | 17 500                                                                  |
|        | 2. Kosaken Kavallerie Division                       | Cosacchi | General Helmuth von Pannwitz                                                            | 1943-1945                         |                     | 17 500                                                                  |
|        | 1. Kosaken Fanterie Division                         | Cosacchi | General Helmuth von Pannwitz                                                            | 1943-1945                         |                     | 17 000                                                                  |
|        | "Legione SS India Libera"                            | Volontari indiani antibritannici catturati nel Nordafrica e Italia nel 1943                                                                         | SS-Oberführer Heinz Bertling                                                            | 1944-1945                         |                     | 3 300 (1943)                                                            |
|        | Unità SS bretone "Perrot"                            | Volontari bretoni | SS-Hauptsturmführer Hans Grimm                                                          | 1941-1945                         |                     | 70                                                                      |
|        | "Divisione SS z.V. (zur Vergeltung) per ritorsione"  | Germanici | SS-Gruppenführere Generalleutnant der Waffen-SS Dr. Ing. Hans Kammler                   | 1º ottobre 1944 – 27 gennaio 1945 |                     | 11 305 (dicembre 1944)                                                  |
|        | "Legione Georgiana"                                  | Georgiani del Caucaso |                                                                                         | 1943-1945                         |                     | 7 250 (fine 1944)                                                       |
|        | Kaukasischer Waffenverband der SS                    | Volontari azeri, armeni, georgiani e provenienti da altre regioni del Caucaso                                                                       | Waffen-Standartenführer, Magomed Nabi Oglu Israfilov; Generalmajor Bodo von Wartenberg  | 1944-1945                         |                     | 5 525 (inizio 1945)                                                     |
|        | Divisione SS volontari musulmani "Neu-Turkistan"     | Composta da tre Waffengruppen musulmani reclutati tra i tatari del mar Caspio e del mar Nero                                                        | SS-Standartenführer Wilhem Hintersatz, conosciuto come Harun el Raschid Bey             | 1944-1945                         |                     | 8 500 (1945)                                                            |